# 趙昌 (西漢)
趙昌（？—？），字君仲。漢哀帝時任尚書令。建平三年（前4年）升遷少府。建平四年（前3年）為河內太守。

## 參看
- 河內郡